# 普里維爾利亞 (大米海利夫卡區)
47°3′16″N 29°46′22″E / 47.05444°N 29.77278°E
普里維利亞（烏克蘭語：Привілля）是位於烏克蘭西南部的村莊，由敖德萨州羅茲季利納區的大普洛斯凱市鎮負責管轄。該村始建於1918年，面積0.24平方公里，海拔高度169米，2001年人口23，人口密度每平方公里95.83人。